# Буруктальський рудник
Буруктальський рудник – гірничодобувне підприємство у Оренбурзькій області Росії.
Виявлене на початку 1940-х Буруктальське нікель-кобальтове родовище має великі запаси загальні запаси, проте його руда при доволі низькому вмісті нікелю на рівні 0,89% має високий вміст заліза – 36% Fe2O3 – та погано піддається збагаченню. На початку 1960-х поряд почали зводити Буруктальський нікелевий завод, проте практично одночасно в СРСР виник доступ до високоякісного нікель-кобальтового концентрату кубинського походження, тому завод ввели в дію саме на цій сировині.
На початку 1990-х поставки кубинського концентрату припинились, після чого для забезпечення потреб розташованого у тій же Оренбурзькій області Південно-Уральського нікелевого комбінату почали використовувати руду Буруктальского родовища. З 1998 по 2002 роки видобуток руди на Буруктальскому руднику зріс з 89 тисяч тон до 949 тисяч тон.
В 2004-му на Буруктальському феронікелевому заводі також запустили плавильний цех, розрахований на роботу з продукцією Буруктальського рудника. 
Розробка провадилась відкритим способом через кар’єр «Действующий», що працював з центральною частиною Північного покладу ділянки III. Є відомості, що роботи велись вище від водоносного горизонту, який для Буруктальського масиву знаходиться на глибині від 12 до 45 метрів. За іншими даними, глибина кар’єру становила до 50 метрів.
Втім, спроби підібрати ефективну технологію збагачення руди Буруктальского родовища так і не принесли успіху. Це стало однією з основних причин зупинки в 2012-му Південно-Уральского нікелевого комбінату та банкрутства в другій половині 2010-х Буруктальського феронікелевого заводу. Разом з зникненням попиту припинились і роботи на Буруктальському руднику.